# Matabeleland South
Matabeleland South is een van de tien provincies van Zimbabwe.
Het ligt in het zuidwesten van het land waar het grenst aan de districten
Central en North-East van Botswana en de
provincie Limpopo van Zuid-Afrika in het
zuidwesten. In het noorden grenst Matabeland South aan de provincies
Matabeleland North en Bulawayo, in het oosten aan Midlands en
Masvingo. Matabeleland South is ruim 54.000 km²
groot en telde in 2012 ongeveer 683.900 inwoners. De provinciehoofdstad
is Gwanda. Een groot deel van de provincie wordt ingenomen door het
Nationaal Park Hwange. Matabeleland South ligt op de rand van de
woestijn en heeft een heet en droog klimaat.

## Districten
Matabeleland South is onderverdeeld in zes districten:
- Beitbridge
- Bulilimamangwe
- Gwanda
- Insiza
- Matobo
- Umzingwane

Bulawayo · Harare · Manicaland · Mashonaland Central · Mashonaland East · Mashonaland West · Masvingo · Matabeleland North · Matabeleland South · Midlands